# Denis Halliday

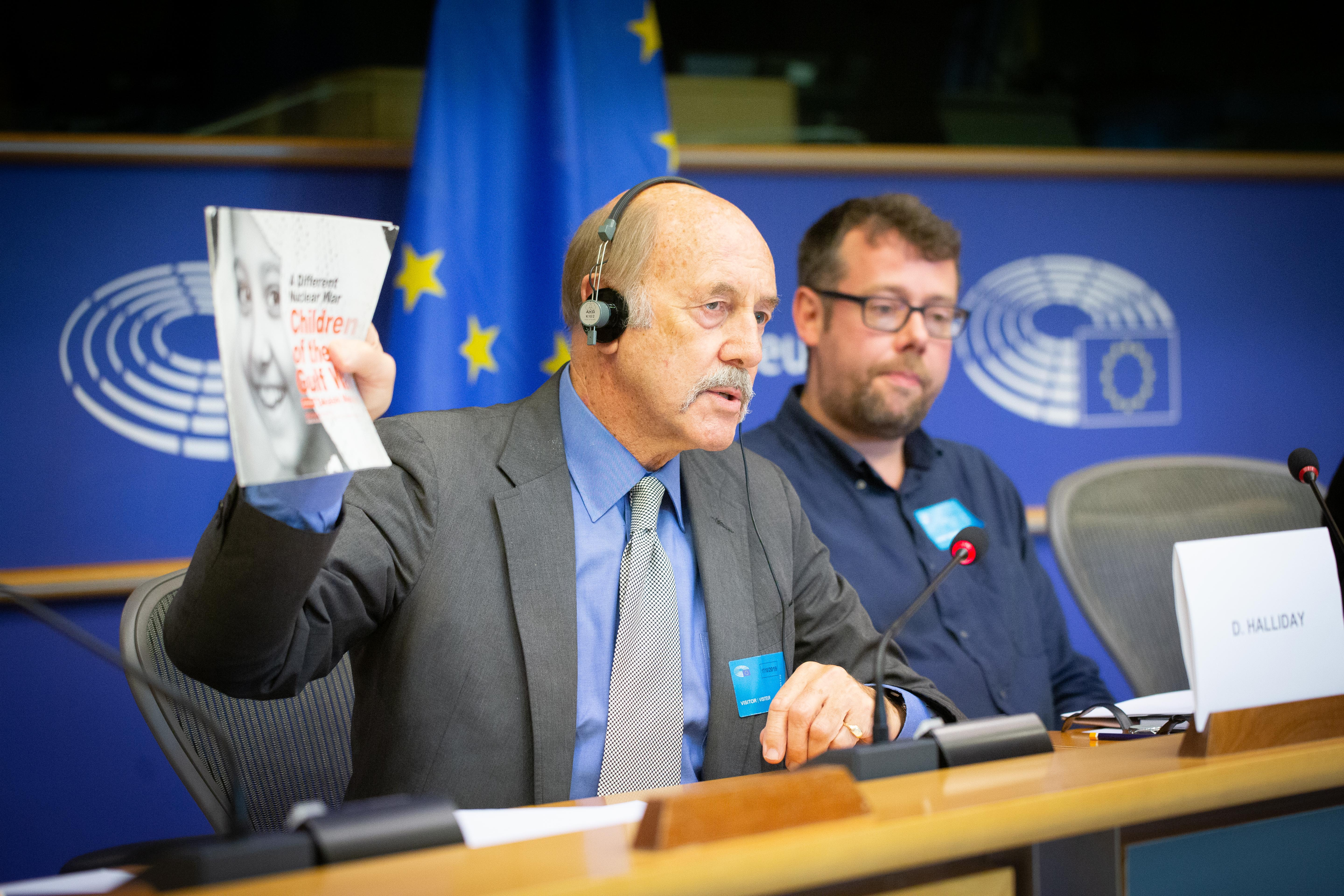
Denis Halliday (2019)

Denis J. Halliday (* 1941) ist ein ehemaliger irischer UN-Diplomat.
Im Auftrag der UNO war er  vom 1. September 1997 bis 1998 Humanitärer Koordinator im Irak.
Halliday hat einen Abschluss in Wirtschaftswissenschaften, Geographie und Verwaltungswissenschaften (Trinity College, Dublin).

## Berufliche Karriere
Halliday war 34 Jahre seines Berufslebens für die UNO tätig.
Nach einem Volontariat von 1962 bis 1963  bei Quakern in Kenia, wurde er 1964 bei der UN eingestellt und zunächst in Teheran eingesetzt. Von  1966 bis 1972 war er im Asia Bureau of UNDP Headquarters in New York beschäftigt, bis er 1972 nach Malaysia versetzt und ab da in verschiedenen Ländern des asiatischen Raums eingesetzt wurde. 1987 kehrte er nach New York zurück, und zwar in das Asia and Pacific Bureau, wo er bei der Organisation des ersten „Runden Tischs“ der UNDP Asien beteiligt war. 1985 wurde er  Deputy Director der Personalabteilung.
Seine Aufgabe ab 1997 als humanitärer Koordinator – die höchste Position, die die UN im Zusammenhang mit humanitären Auslandseinsätzen zu vergeben hat – war die Beobachtung und Analyse einer sich steigernden humanitären Notsituation im Irak. Der Irak war nach dem zweiten Golfkrieg von der UNO mit einem Wirtschaftsembargo belegt worden, was erhebliche Auswirkungen auf die irakische Zivilbevölkerung hatte.
Nach 34-jähriger Zugehörigkeit zur UN trat Halliday aus Protest gegen das UN-Embargo gegen den Irak zurück, nachdem er Zeuge der Folgen des Embargos für die irakische Zivilbevölkerung geworden war.
Das Verhalten der UNO würde seiner Meinung nach den Tatbestand des Völkermordes erfüllen. Er gab anlässlich seines Rücktritts folgende Erklärung ab:

„Ich wurde oft gefragt, warum ich nach einer dreißigjährigen Karriere bei der UNO zurücktreten wolle, warum ich mich mit all den mächtigen Staaten des UN-Sicherheitsrats angelegt habe und warum mich auch nach 5 Jahren das Wohlergehen des irakischen Volkes interessiert. In Wahrheit hatte ich keine andere Wahl. Hätten sie meinen Posten im Irak innegehabt, hätten sie das gleiche getan.
Ich wurde zum Rücktritt getrieben, weil ich mich weigerte die Anordnungen des Sicherheitsrates zu befolgen, der gleiche Sicherheitsrat, der die völkermordverursachenden Sanktionen eingerichtet hat und diese aufrechterhält, die die Unschuldigen im Irak treffen ( … the same Security Council that had imposed and sustained genocidal sanctions on the innocent of Iraq.) Ich wollte nicht zum Komplizen werden, ich wollte frei und öffentlich gegen dieses Verbrechen sprechen. Der wichtigste Grund ist, dass mein angeborenes Gerechtigkeitsempfinden entrüstet war und ist über die Gewalttätigkeit der Auswirkungen, die die  UN-Sanktionen auf das Leben von Kindern, Familien hatte und hat. Es gibt keine Rechtfertigung für das Töten der jungen, der alten, der kranken, der armen Bevölkerung des Irak. Einige werden ihnen sagen, dass es die Führung ist, die das irakische Volk bestraft. Das ist nicht meine Wahrnehmung oder Erfahrung, die ich vom Leben in Baghdad gemacht habe. Und da wo das der Fall ist, wie soll das die weitere Bestrafung, die de facto eine Kollektivstrafe durch die UNO ist, rechtfertigen? Ich glaube nicht, dass es eine Rechtfertigung gibt (I don’t think so) Und das Völkerrecht hat keine Grundlage für die unverhältnismäßig und mörderische Konsequenzen des seit über 12 Jahren stattfindenden UN-Embargos.“

Sein Nachfolger wurde der deutsche Diplomat Hans-Christof von Sponeck, dieser trat 2000 ebenfalls aus Protest von diesem Posten zurück und nannte ähnliche Gründe wie Halliday.
Am 25. Oktober 2007 protestierte Halliday in einem Brief gegen die feierliche Einweihung einer Statue des ehemaligen britischen Premierministers David Lloyd George, da dieser für Flächenbombardements im Nahen Osten verantwortlich gewesen war.

## Auszeichnungen
2003 wurde Denis Halliday mit dem „Gandhi International Peace Award“ für die Anerkennung seiner Verdienste, auf die Notlage der Iraker aufmerksam gemacht zu haben, ausgezeichnet.
2007 übergab er diesen Preis an die Website Media Lens.